# Australian Championships 1939
Gli Australian Championships 1939 (conosciuto oggi come Australian Open) sono stati la 32ª edizione degli Australian Championships e prima prova stagionale dello Slam per il 1939. Si è disputato dal 20 al 28 gennaio 1939 sui campi in erba di Melbourne in Australia.
Il singolare maschile è stato vinto dall'australiano John Bromwich, che si è imposto sul connazionale Adrian Quist in tre set. Il singolare femminile è stato vinto dall'australiana Emily Hood Westacott, che ha battuto la connazionale Nell Hall Hopman in due set. Nel doppio maschile si è imposta la coppia formata da John Bromwich e Adrian Quist, mentre nel doppio femminile hanno trionfato Thelma Coyne Long e Nancye Wynne Bolton. Il doppio misto è stato vinto da Nell Hall Hopman e Harry Hopman.

## Risultati

### Singolare maschile
John Bromwich ha battuto in finale  Adrian Quist con il punteggio di 6–4, 6–1, 6–3

### Singolare femminile
Emily Hood Westacott ha battuto in finale  Nell Hall Hopman con il punteggio di 6–1, 6–2

### Doppio maschile
John Bromwich /  Adrian Quist hanno battuto in finale  Colin Long /  Don Turnbull con il punteggio di 6–4, 7–5, 6–2

### Doppio femminile
Thelma Coyne Long /  Nancye Wynne Bolton hanno battuto in finale  May Hardcastle /  Emily Hood Westacott con il punteggio di 7–5, 6–4

### Doppio misto
Nell Hall Hopman /  Harry Hopman hanno battuto in finale  Margaret Wilson /  John Bromwich con il punteggio di 6–8, 6–2, 6–3